# Huajie (köpinghuvudort i Kina, Zhejiang Sheng, lat 28,92, long 119,97)
Huajie (kinesiska: 花街) är en köpinghuvudort i Kina. Den ligger i provinsen Zhejiang, i den östra delen av landet, omkring 150 kilometer söder om provinshuvudstaden Hangzhou. Antalet invånare är 27 236. Befolkningen består av 12 653 kvinnor och 14 583 män. Barn under 15 år utgör 13,0 %, vuxna 15-64 år 75 %, och äldre över 65 år 10,0 %.
Runt Huajie är det tätbefolkat, med 530 invånare per kvadratkilometer. Närmaste större samhälle är Guli, 7,9 km sydost om Huajie. Trakten runt Huajie består till största delen av jordbruksmark.
Genomsnittlig årsnederbörd är 2 368 millimeter. Den regnigaste månaden är juni, med i genomsnitt 417 mm nederbörd, och den torraste är januari, med 69 mm nederbörd.